# Gaba
Pour les articles homonymes, voir GABA.
Gaba est un village du Cameroun situé dans le département du Mayo-Rey et la région du Nord. Sur le plan administratif, il fait partie de la commune de Tcholliré et, sur le plan coutumier, du lamidat de Rey-Bouba.

## Population
Lors du recensement de 2005, le village comptait 217 habitants.

## Économie
La construction d'un magasin de stockage de produits agricoles a été proposée en 2015.

## Agriculture
Le village a des zones de pâturage.

## Éducation
Le village dispose de 3 salles de classe pour l'éducation de base.